# Vườn quốc gia Djurö
Vườn quốc gia Djurö là một vườn quốc gia nằm trên khu vực quần đảo Djurö, là một nhóm khoảng 30 hòn đảo trong hồ Vänern, hồ nước lớn nhất của Thụy Điển. Được thành lập vào năm 1991, nó có diện tích 24 km vuông.
Các đảo này hiện nay đều không có người ở, ngoài một thợ săn và một người quản lý ngọn hải đăng. Động vật hoang dã bao gồm hươu hoang và một loạt các loài chim như Ó cá, cắt, Chim mò sò và Mòng biển lớn lưng đen. Phía chân trời của Djurö chỉ toàn là nước ngoại trừ hướng phía nam có thể nhìn thấy sườn núi Kinnekulle. Vì vậy, để tới được vườn quốc gia này thì cần phải có hoặc thuê một chiếc thuyền, vì cũng không có nhiều chuyến đi du lịch bằng thuyền tới đó thường xuyên.